# Emotion (Tiaraのアルバム)
『Emotion』（エモーション）は、日本の歌手Tiaraの4枚目のオリジナル・アルバム。2013年1月23日発売。

## 解説
Tiaraを含む12人の女性シンガーソングライターが楽曲を書き下ろし、話題に。
12編のラブストーリーが描かれている。

## 参加アーティスト
EPO、岡本真夜、川嶋あい、川村結花、熊木杏里、JYONGRI、露崎春女、平松愛理、広瀬香美、古内東子、矢井田瞳 が楽曲提供

## 収録曲
1. ただいまと言えるまで（作詞・作曲：川村結花）
2. あなたのとなり（作詞・作曲：古内東子）
3. アンブレラ（作詞・作曲：広瀬香美）
4. I Miss You（作詞・作曲：JYONGRI）
5. カムフラージュ（作詞・作曲：Tiara）
6. ゆみはりづき（作詞・作曲：熊木杏里）
7. Valentine Eve（作詞・作曲：EPO）
8. フィナーレ（作詞・作曲：矢井田瞳）
9. Everlasting Love（作詞・作曲：露崎春女）
10. 初恋（作詞・作曲：岡本真夜）
11. あの花みたいに（作詞・作曲：平松愛理）
12. Winding road（作詞・作曲：川嶋あい）

全12曲収録